# Кадо Вали (Арканзас)
Кадо Вали (енгл. Caddo Valley) град је у америчкој савезној држави Арканзас.

## Демографија
По попису из 2010. године број становника је 635, што је 72 (12,8%) становника више него 2000. године.
| Група             | 2000.       | 2010.       |
| Белци             | 489 (86,9%) | 496 (78,1%) |
| Афроамериканци    | 54 (9,6%)   | 101 (15,9%) |
| Азијати           | 0 (0,0%)    | 2 (0,3%)    |
| Хиспаноамериканци | 6 (1,1%)    | 18 (2,8%)   |
| Укупно            | 563         | 635         |